# Krasnojarsktijd
Krasnojarsktijd (KRAT) (Russisch: красноярское время; krasnojarskoe vremja) is een tijdzone in Rusland die 7 uur voorloopt op UTC (UTC+7) en 4 uur op Moskoutijd (MSK+4).
Het werd eerder Novosibirsktijd genoemd, maar in 1993 ging Novosibirsk over op Omsktijd (MSK+3/MSD+3).

## Deelgebieden met Krasnojarsktijd
- Chakassië
- kraj Krasnojarsk (inclusief Noordland)
- Tyva